# ZFP36
ZFP36 (англ. ZFP36 ring finger protein) – білок, який кодується однойменним геном, розташованим у людей на короткому плечі 19-ї хромосоми. Довжина поліпептидного ланцюга білка становить 326 амінокислот, а молекулярна маса — 34 003.
| 10         |  | 20         |  | 30         |  | 40         |  | 50         |
| ---------- |  | ---------- |  | ---------- |  | ---------- |  | ---------- |
| MDLTAIYESL |  | LSLSPDVPVP |  | SDHGGTESSP |  | GWGSSGPWSL |  | SPSDSSPSGV |
| TSRLPGRSTS |  | LVEGRSCGWV |  | PPPPGFAPLA |  | PRLGPELSPS |  | PTSPTATSTT |
| PSRYKTELCR |  | TFSESGRCRY |  | GAKCQFAHGL |  | GELRQANRHP |  | KYKTELCHKF |
| YLQGRCPYGS |  | RCHFIHNPSE |  | DLAAPGHPPV |  | LRQSISFSGL |  | PSGRRTSPPP |
| PGLAGPSLSS |  | SSFSPSSSPP |  | PPGDLPLSPS |  | AFSAAPGTPL |  | ARRDPTPVCC |
| PSCRRATPIS |  | VWGPLGGLVR |  | TPSVQSLGSD |  | PDEYASSGSS |  | LGGSDSPVFE |
| AGVFAPPQPV |  | AAPRRLPIFN |  | RISVSE     |  |            |  |            |

A: Аланін

C: Цистеїн

D: Аспарагінова кислота

E: Глутамінова кислота

F: Фенілаланін

G: Гліцин

H: Гістидин

I: Ізолейцин

K: Лізин

L: Лейцин

M: Метіонін

N: Аспарагін

P: Пролін

Q: Глутамін

R: Аргінін

S: Серин

T: Треонін

V: Валін

W: Триптофан

Кодований геном білок за функціями належить до рибонуклеопротеїнів, фосфопротеїнів. 
Задіяний у таких біологічних процесах, як транспорт, транспорт мРНК, РНК-залежне заглушення генів. 
Білок має сайт для зв'язування з іонами металів, іоном цинку, ДНК, РНК. 
Локалізований у цитоплазмі, ядрі, екзосомі.